# بني زهنة (إغزران)
بني زهنة هي إحدى مشيخات المملكة المغربية، تتبع جغرافيا لإقليم صفرو وإداريًا لإغزران. يقدر عدد سكانها بـ 1222 نسمة حسب الإحصاء الرسمي للسكان والسكنى لسنة 2004.